# Bleed It Out
"Bleed It Out" är den andra singeln som gjordes för Linkin Parks tredje album Minutes to Midnight., som släpptes den 20 augusti, 2007.
Den 31 juli, 2007, visades musikvideon för första gången på MTV Germany och MTV Asia och premiärvisades i Kanada i ”Muchmusic Countdown” och deras MuchAxs video streaming webbplats. Låten kom på 44:e plats på Rolling Stones lista av de 100 bästa låtarna från 2007. Den kom också på plats 83 på MTV Asia's lista på de 100 största hitsen från 2007.

## Bakgrund
"Bleed It Out" är den första av två stycken låtar på albumet som innehåller rapsång från Mike Shinoda, vilket den andra är "Hands Held High". Det är också den andra av tre låtar i albumet som innehåller svordomar, "Given Up" är den första låten och "Hands Held High" den tredje.
I albumets fodral har Mike Shinoda skrivit att sångtexten till denna låt var svår att perfektera, då han har skrivit om texten ”hundra gånger” tills han var nöjd med den. Det är den kortaste låten i Minutes to Midnight, förutom det instrumentala introt, ”Wake”.
Därför förlänger Linkin Park låten på live spelningar, vilket gör den ungefär tre gånger så längre, då dom fokuserar på Rob Bourdon, bandets trumslagare.
Den spelades live under showen vid Webster Hal i New York den 11 maj, 2007, andra noterbara spelningar av låten är när den framfördes i Tokyo, den 7 juli 2007 och som del av Live Earth, konserten för en hotad miljö, såväl som när den spelades den 12 maj, 2007, i ett avsnitt av Saturday Night Live. Linkin Park spelade också låten på ”2007 MTV Video Music Awards”, med ett tillagt hiphop-intro till låten av Timbaland.
Låten användes under X Games 13, där den felaktigt kallades "Let It Bleed" vilket är en låt av The Used. Den 20 augusti, 2007, användes låten även under ESPN's montage av sportklipp, som kallades ”The Ultimate Highlight”, på SportsCenter.
Brad Delson, bandets gitarrist, har sagt att det är hans favoritlåt.

## Musikvideo
Låtens musikvideo var regisserad av Joe Hahn och visades för första gången den 31 juli, 2007, på MTV Germany. Den visades första gången i USA den6 augusti, 2007, hela dagen på MTV2:s "Unleashed". Den debuterade som nummer 27 på Muchmusic Countdown den 3 augusti.
Även om den nuvarande CD låten innehåller fotsteg som går in i en dörr följt av att bandet spelar låten framför en liten publik, är musikvideon mycket annorlunda, då videon är bara ett ständigt klipp på när bandet spelar låten framför ett bakåtspolat barslagsmål. En del av videon var gjord framför en greenscreen, när bandet spelar på scenen i musikvideon. Videon börjar med att slagsmålet slutar och i slutet av videon avslöjas det att en person spydde på en annan persons sko, vilket startade ett massivt slagsmål.